# Luis Palés Matos

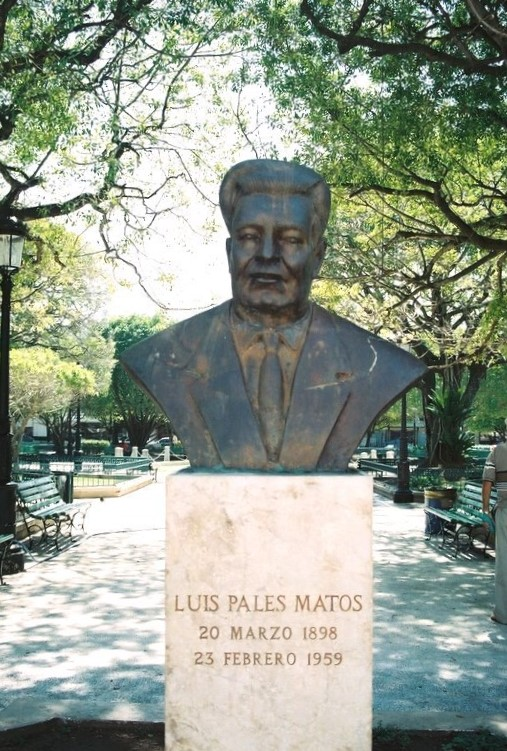
Büste von Luis Palés Matos, in Guayama, Puerto Rico

Luis Palés Matos (* 20. März 1898 in Guayama, Puerto Rico; † 23. Februar 1959 in San Juan, Puerto Rico) war ein puerto-ricanischer Dichter, der als ein bedeutender Vertreter der mittelamerikanisch-afroamerikanischen Dichtung, der poesía negra, gilt.

## Leben
Palés Matos gab sein literarisches Debüt als Dichter bereits als Teenager im Jahr 1915 mit dem Gedichtband Azaleas. 1937 veröffentlichte er mit Tuntún de pasa y griferia seine bekanntesten Gedichte. Zuletzt erschien mit Poesía, 1915–56 im Jahr 1957 eine Sammlung seiner bedeutendsten lyrischen Werke.
Noch kurz vor seinem Tode wurde er Lecturer an der Universität von Puerto Rico. Diese Lehrtätigkeit konnte er jedoch nur wenige Wochen ausüben, ehe er an einer Herzinsuffizienz verstarb.

## Hintergrundliteratur
- Jean-Claude Bajeux: Antilia retrouvée. Claude McKay, Luis Palés Matos, Aimé Césaire, poètes noirs antillais, Éditions Caribéennes Paris 1983, ISBN 2-903033-45-5
- Chiara Bollentini: El aldeanismo en Luis Palés Matos y Luis Alfredo Arango. In: Revista de estudios hispánicos, Jg. 23 (1996), S. 303–313.